# T-bane
T-bane（テーバーネ）は、ノルウェーのオスロ市内を走る地下鉄の名称。2017年現在5つの路線がある。鉄道路線としては1898年に郊外鉄道として開通し、最初の地下区間は1928年にMajorstuen駅から国立劇場駅までの1.6㎞の区間がトラム路線として完成。1966年にオスロ市東部郊外と中心部を結ぶ路線が建設された地下鉄「テーバーネ」として近郊鉄道として運行されていた区間が統合され運行が開始された。中心地の一部以外はほぼ地上を走っており新たに整備された地下鉄というよりは近郊各駅電車といった方が正しい。

## 路線

路線名ごとの路線図

T-baneには、オスロ中心部にSentrumと呼ばれるJernbanetorget（オスロ中央駅）、Stortinget、Nationaltheatretの3駅があり、それを中心に5つの路線が走っている。建設された当時に個別の路線名が付けられたが、運行系統としては路線名ではなく、路線1(Linje1)、路線2(Linje2)といったように単純に番号が割り振られている。新路線が完成する度に運行系統が変わってきた。
テーバーネとして新に建設された区間はFellestunnelen区間の他は2・3号線の西部区間、４・５号線の北西部区間、2003年に開通したRingbanenなどに限られ、その他は既に1966年以前に完成していた鉄道路線を走っている。
各路線の詳細は以下の通り。
■Linje1（Frognerseteren – Stortinget – Helsfyr (– Bergkrystallen))（Fellestunnelen線、ホルメンコーレン線）
■Linje2（Østerås – Stortinget – Ellingsrudåsen)（Fellestunnelen線、フルセット線、ロア線）
■Linje3（Kolsås – Stortinget – Mortensrud）（Fellestunnelen線、オステンショー線、コルソース線）
■Linje4（Vestli – Storo – Stortinget – Bergkrystallen）（Fellestunnelen線、ランベルセテール線、ローレン線、グロルド線、リング線、ソングスバン線）
■Linje5（Sognsvann – Stortinget – Storo – Stortinget – Vestli）（Fellestunnelen線、グロルド線、リング線、ソングスバン線）
全ての路線で共通して、先述のSentrum区間のあるMajorstuen、Nationaltheatret、 Stortinget 、Jernbanetorget、Grønland 、Tøyenの’’Fellestunnelen’’と呼ばれる6駅の地下区間に停車する。また、早朝や深夜を除き、15分刻みで運行する。5号線は一度環状運転を行ってから郊外へ出る運行形態となっている。

## 車両
2016年現在、白い外見の2007年に導入された新型車両のOS MX3000の運行となっている。

## ギャラリー

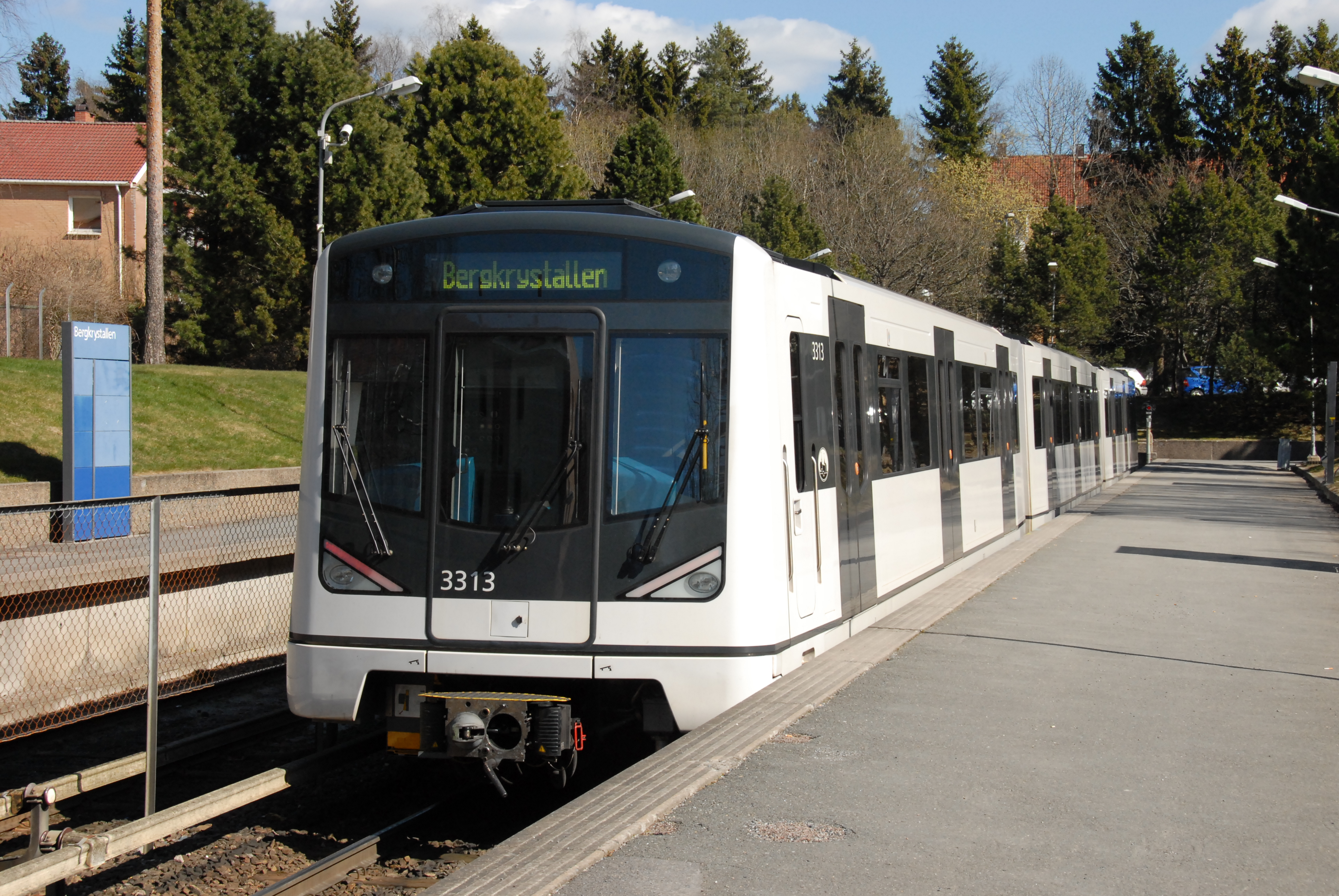
OS MX3000の車両
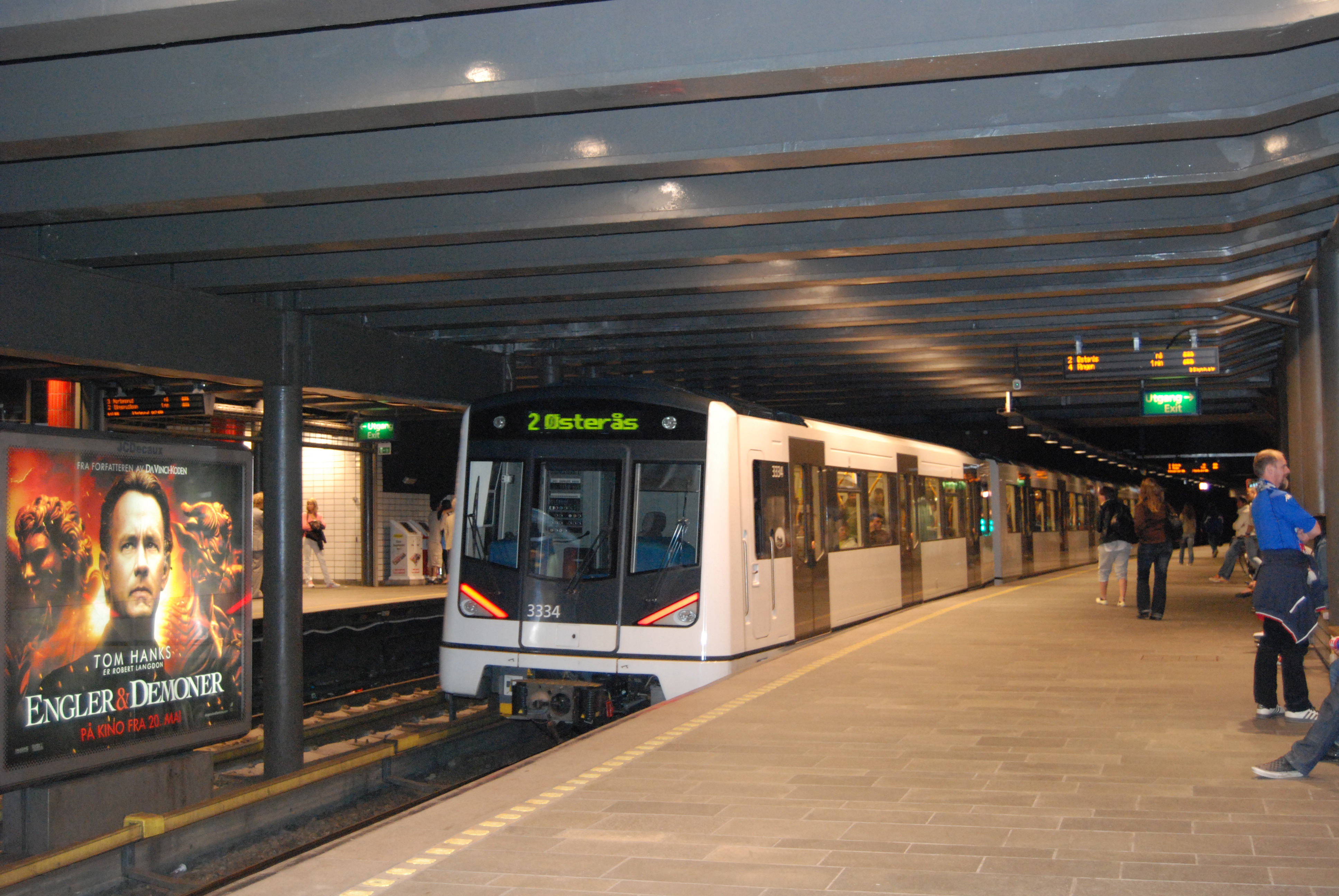
Nationaltheatret駅（国立劇場駅）
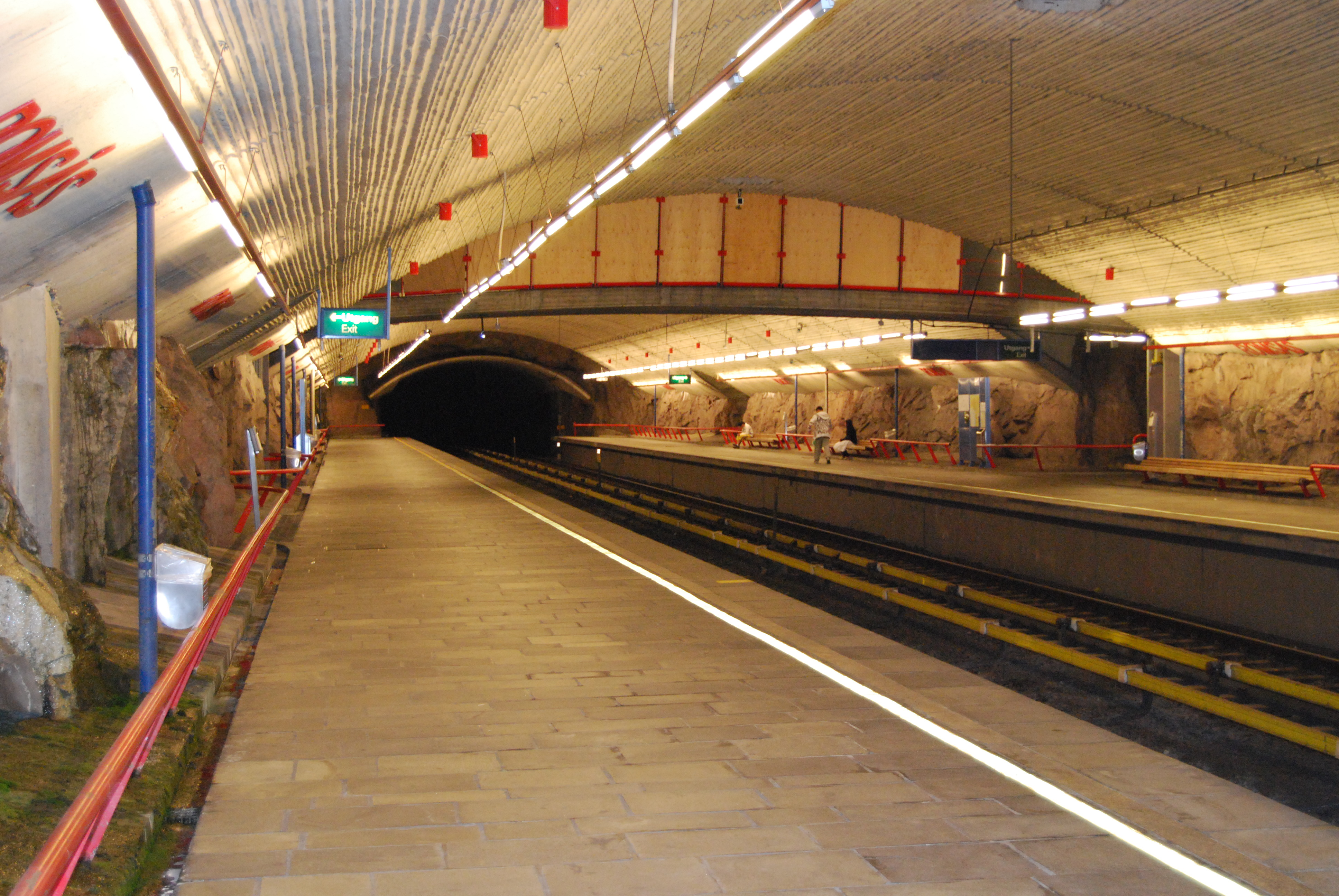
Romsås駅
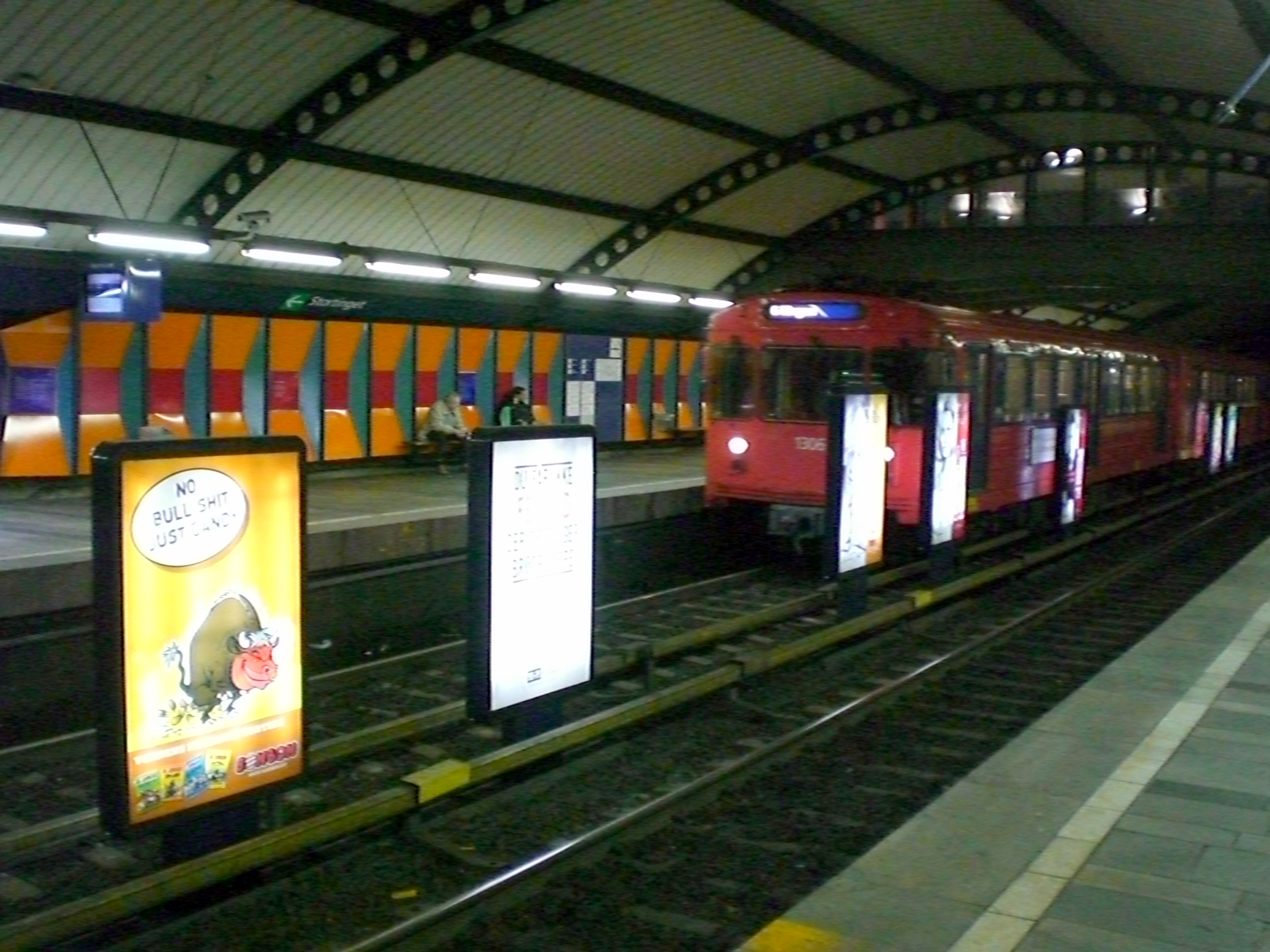
Stortinget駅
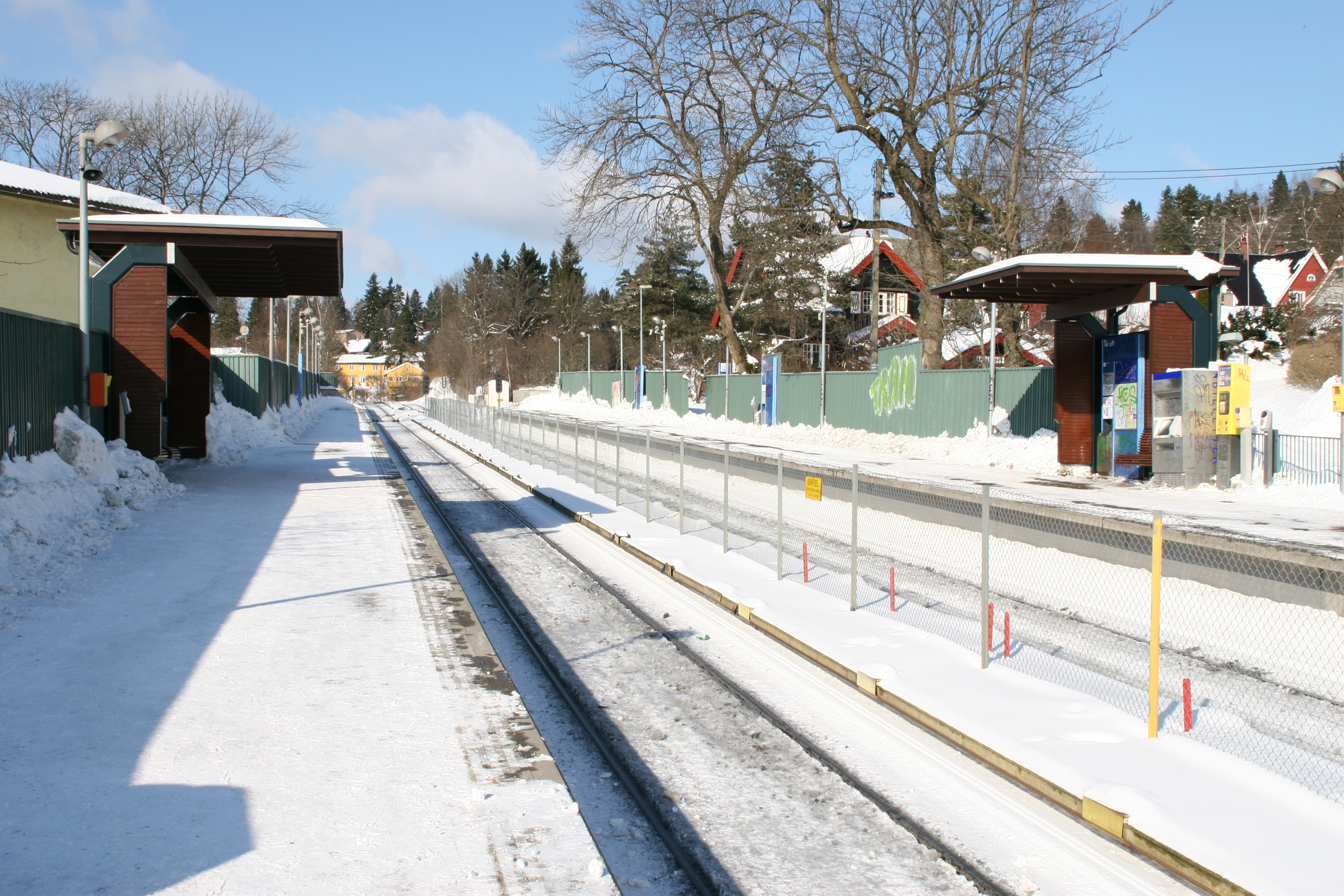
Tåsen駅
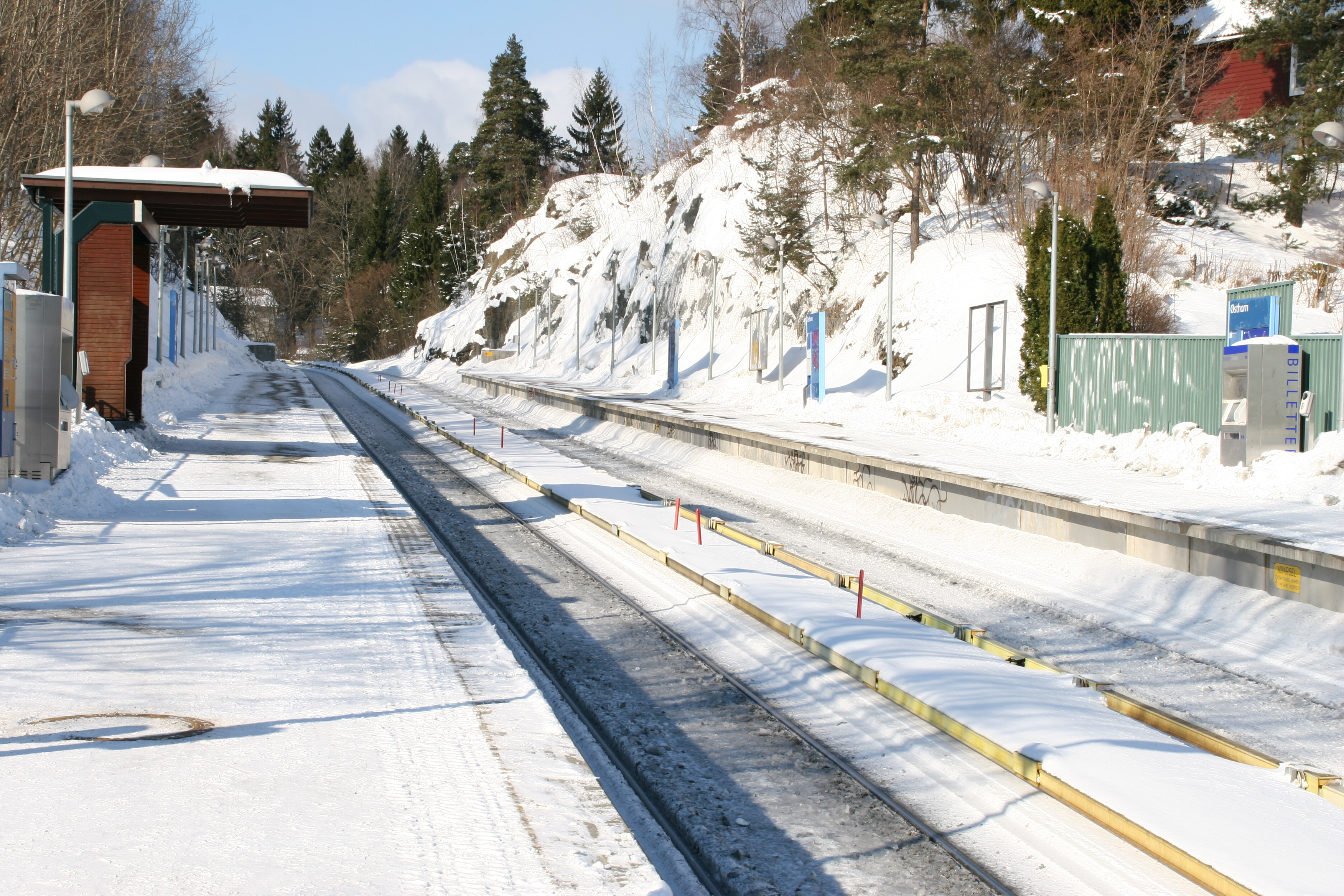
Østhorn駅
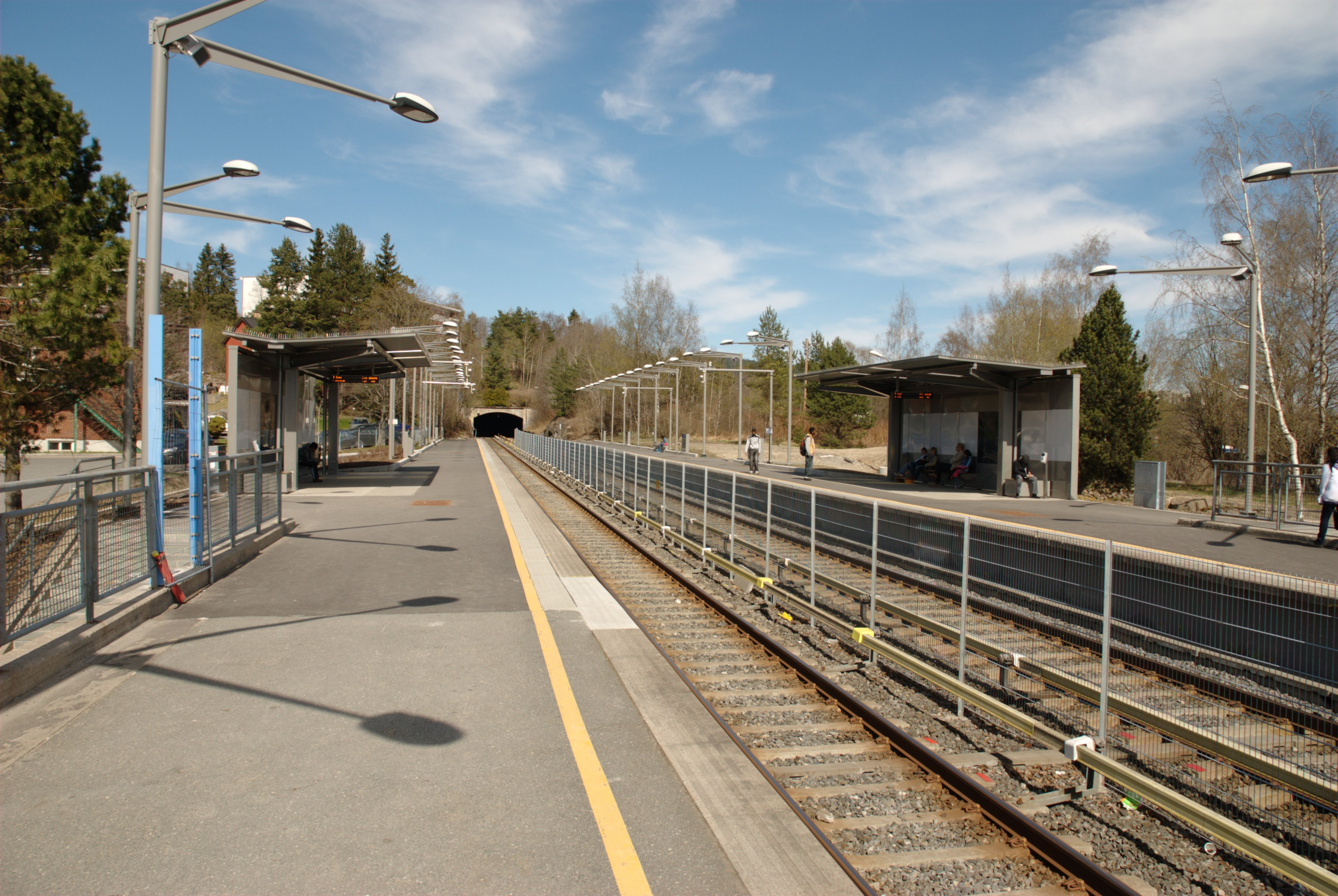
Kalbakken駅
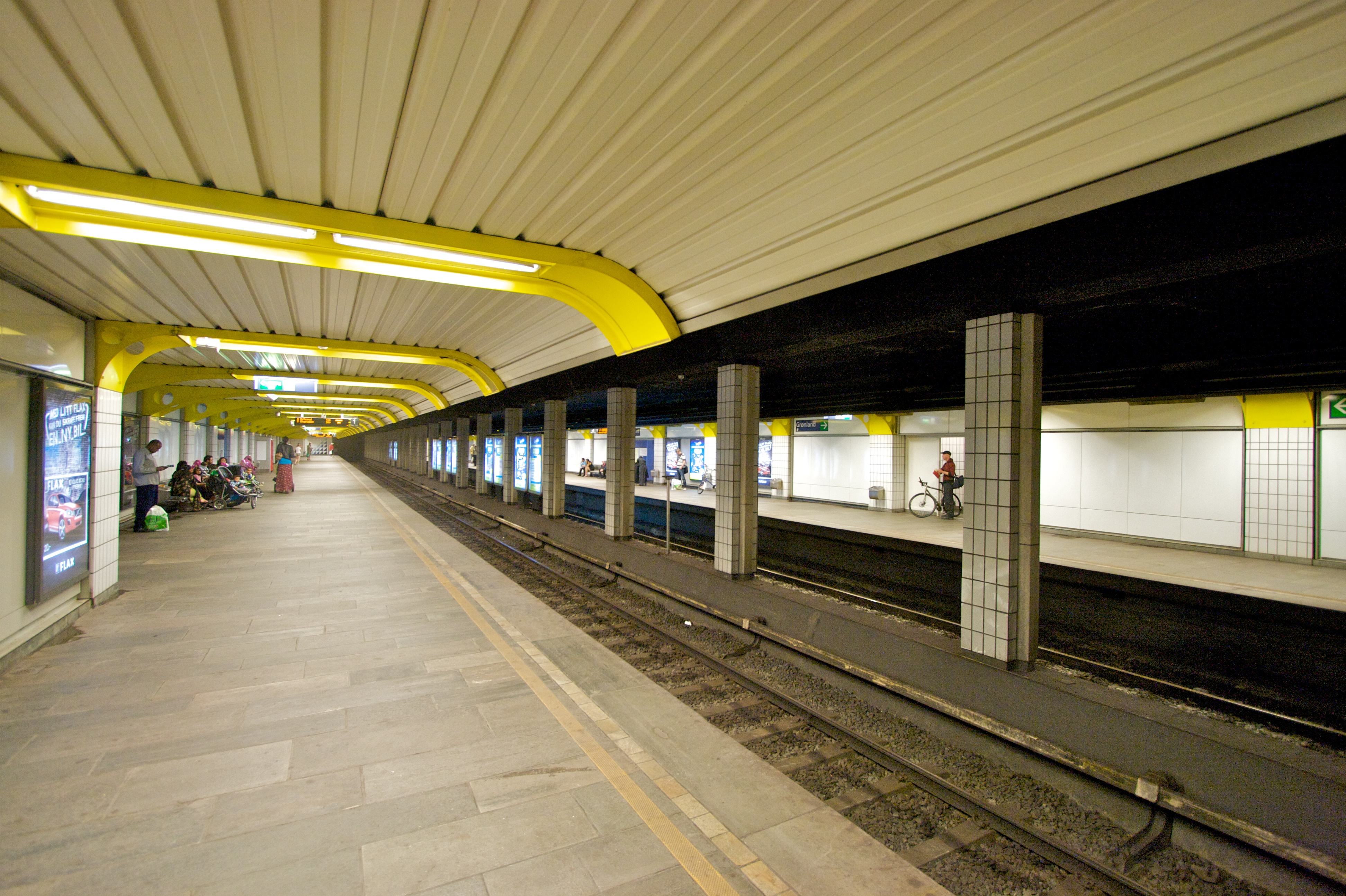
Grønland駅
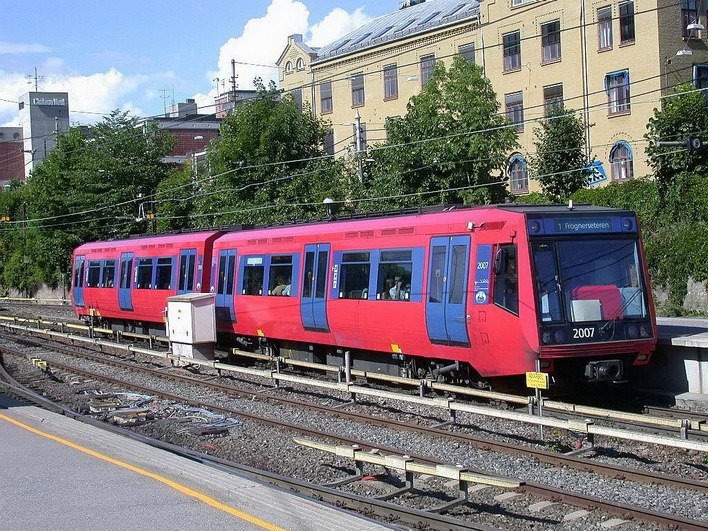
2009年まで走っていたT2007車両
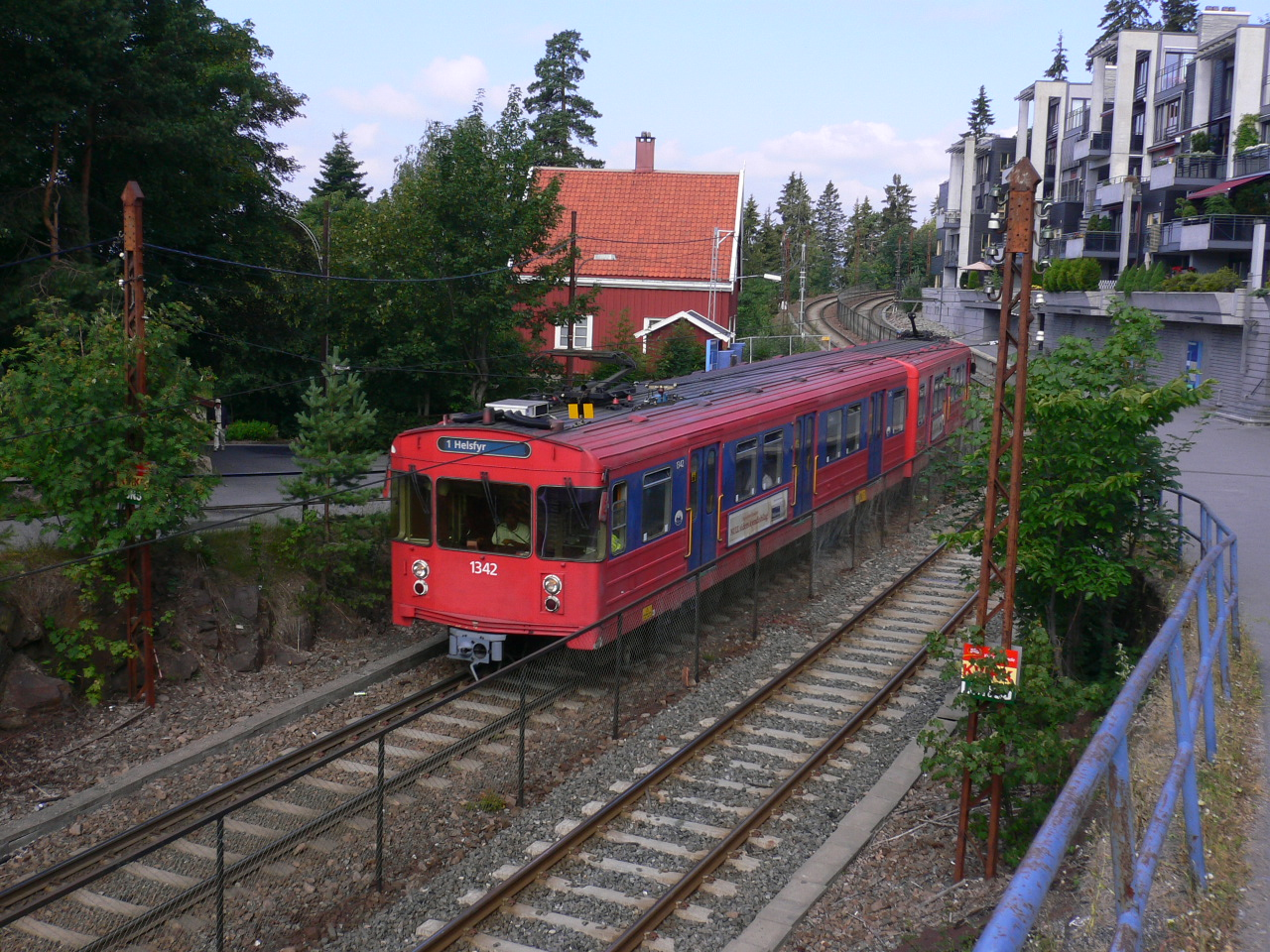
2010年まで走っていたT1000車両